# Клементе, Ари
Ари Паулино Клементе да Силва (порт.-браз. Ari (Ary) Paulino Clemente da Silva; 7 января 1939, Араракуара) — бразильский футболист, левый защитник.

## Карьера
Ари Клементе родился в семье машиниста и работницы продуктового магазина. У него было восемь братьев и сестёр. В 1954 году они переехали в Сан-Паулу. Там Ари, чтобы помочь семье, был с юных лет работать. Одновременно он играл в футбол. В 1955 году Клементе удачно прошёл просмотр в детской команде клуба «Коринтианс». После этого он попал в дублирующий состав команды, а в апреле 1958 года был переведён в основу клуба. 13 апреля он дебютировал в «Коринтиансе» в матче Кубка Чарльза Миллера с «Сантосом» (2:2). 21 мая «Коринтианс» играл встречу со сборной Бразилии, готовящейся к поездке на чемпионат мира. В матче Клементе столкнулся в подкате с Пеле, после которой оба упали на газон. Судья встречи остановил матч, а форвард сборной едва не получил тяжёлую травму. После окончания встречи Ари сказал, что именно Пеле ударил его по ноге, однако тот говорил прямо противоположное. Общественность также была на стороне нападающего. Пеле затем заявил: «Эта команда станет чемпионом только после того, как я завершу карьеру». Любопытно, что проклятие сбылось: «Коринтианс» выиграл титул чемпиона штата Сан-Паулу лишь в 1977 году, когда Пеле перешёл в «Нью-Йорк Космос». Клементе играл за «Коринтианс» до 1964 года, проведя 295 матчей, из которых 147 пришлись на чемпионат штата и 41 на турнир Рио-Сан-Паулу, по другим данным футболист сыграл 294 матча или 297 игр. 6 декабря 1964 года Ари сыграл последнюю встречу за клуб, в которой его команда проиграла «Сантосу» со счётом 4:7.
В 1965 году Клементе был куплен «Бангу». 27 января он дебютировал в составе команды во встрече с «Туна Лузо» (3:1). 20 июня того же года он забил первый мяч за клуб против сборной Порту-Алегри (3:2). Годом позже он помог своей команде выиграть чемпионат штата Рио-де-Жанейро. При этом финальный матч против «Фламенго» был прерван массовой дракой футболистов. Клементе активно в ней участвовал, в частности ударил сзади одного из зачинщиков столкновения, Алмира Пернамбукиньо. С поля были удалены пять игроков «Фламенго» и четыре «Бангу», среди которых был и Ари. Игру решили не продолжать, а промежуточный счёт, 3:0 в пользу «Бангу», считать итоговым. В 1967 году для участия в только что образованной Национальной профессиональной лиге Соккера был создан клуб «Хьюстон Старз», который полностью состоял из игроков «Бангу». Любопытно, что сам Клементе за команду на поле ни разу не вышел. После этого команда возвратилась в Бразилию. Ари играл за «Бангу» до 1969 года, проведя 100 официальных матчей. 28 июня 1969 года Клементе провёл последний матч за клуб против «Флуминенсе» (0:2). Завершил карьеру защитник в команде «Саад» в 1971 году.
Окончив футбольную карьеру Клементе устроился работать охранником в банке Safra, где проработал 20 лет. Позже он сказал: «Я играл в футбол десять лет. Потом я проработал ещё 20 лет. И именно благодаря этим 20, я купил крышу над головой и могу получать свою небольшую пенсию. Футбол не принес мне денег».

## Международная статистика
| Матчи Ари Клементе за сборную Бразилии | Матчи Ари Клементе за сборную Бразилии | Матчи Ари Клементе за сборную Бразилии | Матчи Ари Клементе за сборную Бразилии | Матчи Ари Клементе за сборную Бразилии | Матчи Ари Клементе за сборную Бразилии | Матчи Ари Клементе за сборную Бразилии |
| -------------------------------------- | -------------------------------------- | -------------------------------------- | -------------------------------------- | -------------------------------------- | -------------------------------------- | -------------------------------------- |
| №                                      | Дата                                   | Место проведения                       | Оппонент                               | Счёт                                   | Голы                                   | Турнир                                 |
| 1                                      | 29 июня 1961                           | Рио-де-Жанейро                         | Парагвай                               | 3:2                                    | —                                      | Товарищеский матч                      |

## Достижения
- Чемпион штата Рио-де-Жанейро: 1966

## Личная жизнь
Ари женат. Супруга — Эленита, родом из штата Алагоас. У него трое детей и пять внуков.